# Indoscelimena angulata
Indoscelimena angulata är en insektsart som först beskrevs av Hancock, J.L. 1915.  Indoscelimena angulata ingår i släktet Indoscelimena och familjen torngräshoppor. Inga underarter finns listade i Catalogue of Life.